# Ubuntu-restricted-extras
ubuntu-restricted-extras é um pacote de software para o Ubuntu, que permite ao utilizador instalar softwares que são restritos em alguns países, seja por razões legais, de copyright, ou outras e que, portanto, não podem ser instalados automaticamente pelo sistema.
Este pacote, instala, entre outras coisas:
- Suporte para MP3 e DVD
- Fontes Microsoft TrueType core
- Java Runtime Environment
- Flash plugin
- Codecs comuns.
- unrar, que dá suporte para descompactar/compactar arquivos .rar
- etc...

## Instalação
Para instalar o pacote usando o Ubuntu, clique em "Aplicativos" => "Central de Programas" e pesquise por "ubuntu-restricted-extras".
Para instalar por linha de comando, abra um terminal e digite o seguinte:
```
sudo apt-get install ubuntu-restricted-extras
```